# Großolbersdorf
Großolbersdorf è un comune di 3.077 abitanti della Sassonia, in Germania.
Appartiene al circondario dei Monti Metalliferi (targa ERZ).